# Билге
Билге Каган (на турски: Bilge Kağan:  ), с пълно име Арслан Билге Каан Бенгу Ташъ (на тюркски: Arslan Bilga Khağan Bengu Taşı), е един от най-важните владетели на Тюркския хаганат. Името му означава буквално „мъдър хан“.
Билге каган идва на власт заедно с брат си Кюл тегин след като отстраняват предишния владетел, братовчед си Инал. При управлението на Билге хан хаганатът достига от Каспийско море до Манджурия. Той неколкократно напада западните провинции на Китай. Отровен е от свои противници. В близост до река Орхон в негова чест са поставени тъй нар. Орхонски надписи.
След смъртта на Билге хан Хаганатът изпада в дълбока криза и скоро след това е завладян от обединените сили на уйгури, карлуки и басмили.